# The Mekons
The Mekons – brytyjska grupa muzyczna założona w 1977 roku, grająca punk, post-punk i rock alternatywny. Zespół powstał z inicjatywy studentów sztuki z Leeds University: Jona Langforda, Kevina Lycetta oraz Toma Greenhalgha. Zespoły Gang of Four i Delta 5 zostały założone przez studentów z tej samej grupy.
The Mekons to jedna z najdłużej działających formacji brytyjskiego punk rocka. Pierwszy singel zespołu, wydany w 1977 roku przez małą wytwórnię Fast Products, nosił nazwę Never Been in a Riot i parodiował utwór White Riot grupy The Clash. Singel ten, jak również następny, noszący nazwę Where Were You i nagrany 20 i 22 września w Spaceward Studios w Cambridge, jest obecnie istotną pozycją w zbiorach każdego kolekcjonera.
Pierwszy album The Mekons, The Quality of Mercy is Not Strnen, został nagrany za pomocą instrumentów grupy Gang of Four. Z powodu błędu technicznego na tylnej stronie okładki umieszczono zdjęcie tegoż zespołu.

## Dyskografia

### Single
- Never Been in a Riot (1977)
- Where Were You (1978)

### Albumy
- The Quality of Mercy Is Not Strnen (1979)
- The Mekons (alternatywny tytuł:Devils Rats and Piggies a Special Message from Godzilla)  (1980, wydanie ponowne w 1997)
- The Mekons Story (1982, wydanie ponowne w 1993)
- Fear and Whiskey (1985, wydanie ponowne w 2002)
- Edge of the World (1986,wydanie ponowne w 1996)
- The Mekons Honky Tonkin' (1987)
- New York (1987, wydanie ponowne w 1990/2001)
- So Good It Hurts (1988)
- Original Sin (1989)
- The Mekons Rock'n'Roll (1989, wydanie ponowne w 2000)
- The Curse of the Mekons (1991)
- I ♥ Mekons (1993)
- Retreat from Memphis (1994)
- Pussy, King of the Pirates (1996)
- Me (1998)
- I Have Been to Heaven and Back (1999)
- Where Were You? (1999)
- Journey to the End of Night (2000)
- The Curse of the Mekons/Fun '90 (podwójne wydanie ponowne)  (2001)
- Oooh! (Out of Our Heads) (2002)
- Punk Rock (2004)
- Heaven & Hell (The Very Best of the Mekons) (2004)

### EPki
- Fun '90 (1990)

### Inne
- Mekons United (książka z dołączonym CD)  (1996)